# Adża
Adża (arab. أجا) – miasto w Egipcie, w muhafazie Ad-Dakahlijja. W 2006 roku liczyło 17 580 mieszkańców.